# Christina Drewitz
Christina Drewitz (* 12. Februar 1986 in Herford) ist eine deutsche Fußballspielerin. Die Abwehrspielerin spielt beim SV Bökendorf.

## Karriere

### Vereine
Drewitz spielte in der Jugend beim SV Sundern und wechselte 2001 zum FC Gütersloh 2000, dessen Frauenfußballabteilung 2009 in den FSV Gütersloh 2009 überging. Nach Unruhen in der Mannschaft wegen ihrer Beziehung mit dem damaligen FSV-Trainer Heiko Bonan wechselte sie im Januar 2010 zu Arminia Bielefeld in die viertklassige Westfalenliga. Im August 2010 wurde Drewitz vom Herforder SV verpflichtet. Am 7. November 2010 wurde sie erstmals in der Bundesliga eingesetzt. In der Winterpause der Saison 2012/2013 wechselte sie in die Bezirksliga zum SV Bökendorf.

### Nationalmannschaft
Als Studentin nahm Drewitz mit der Studentinnen-Nationalmannschaft des adh an der Universiade 2009 in Belgrad teil. Am 30. Juni, 3. und 4. Juli 2009 bestritt sie die drei Gruppenspiele gegen die Studentenauswahlmannschaften Koreas (0:4), Brasiliens (0:3) und Südafrikas (7:2). In den Platzierungsspielen Platz 9 bis 12 kam sie am 8. Juli beim 4:0-Sieg über die Auswahl Serbiens zum Einsatz, wie im Spiel um Platz 9 bei der 0:2-Niederlage gegen die Auswahl Polens.